# 芽竹
芽竹（学名：Phyllostachys robustiramea）为禾本科刚竹属下的一个种。